# Arturo Mercado Jr.
Arturo Mercado Jr., noto anche come Arturito (Città del Messico, 29 novembre 1974) è un doppiatore, direttore del doppiaggio e attore messicano noto per essere la voce di Topolino dal 2004.

## Biografia
Figlio del doppiatore  Arturo Mercado,  Jr. ha iniziato la sua formazione nel doppiaggio nel 1979 presso la società Estudios Sonoros Mexicanos (ESM) sotto la direzione di sua nonna. Si è specializzato anche nel doppiaggio commerciale dal 1981. All'inizio della carriera, prima di essere la voce di Topolino, ha interpretato piccoli ruoli in film e serie televisive, la maggior parte delle volte in progetti a cui partecipavano i suoi genitori e la sua famiglia, in questo periodo era noto come Arturito.
La sua prima audizione per Topolino fu nel 1999 su sollecitazione di Raúl Aldana, tuttavia, non fu selezionato e, invece, il ruolo passò a Rubén Cerda. Successivamente, nel 2002, venne scelto per ritentare il provino per il personaggio e venne selezionato. 
La sua prima apparizione come Topolino è stata nel film Topolino, Paperino, Pippo: I tre moschettieri.

## Doppiaggio (Parziale)
- Topolino in Topolino, Paperino, Pippo: I tre moschettieri
- James Franco in Spider-Man , Spider-Man 2, Spider-Man 3
- Sceriffo Woody in Toy Story 3 - La grande fuga
- Felix in Baby Felix & friends
- Brock in Pokémon 4Ever, Pokémon Heroes